# Huta Stara (rejon czortkowski)
Huta Stara – nieistniejąca wieś sołecka w okolicy miejscowości Monasterzyska. Obecnie w rejonie czortkowskim obwodu tarnopolskiego Ukrainy.
W II Rzeczypospolitej miejscowość w powiecie buczackim województwa tarnopolskiego.
W 1939 r. wieś liczyła 150 gospodarstw i zamieszkana była przez 750 osób, praktycznie sami Polacy, tylko 1 rodzina ukraińska i 1 żydowska. W nocy 4 marca 1944 r. oddział UPA zaatakował wieś, rabując i paląc gospodarstwa oraz mordując 12 Polaków, w tym kilkoro dzieci. Banderowcy spalili też drewniany kościół filialny, należący do parafii rzymskokatolickiej w Monasterzyskach. Po ekspatriacji Polaków w 1945 r. Huta Stara przestała istnieć jako samodzielna wieś.
W Hucie Starej urodził się polski filolog Michał Łesiów (1928-2016).